# Zvečka

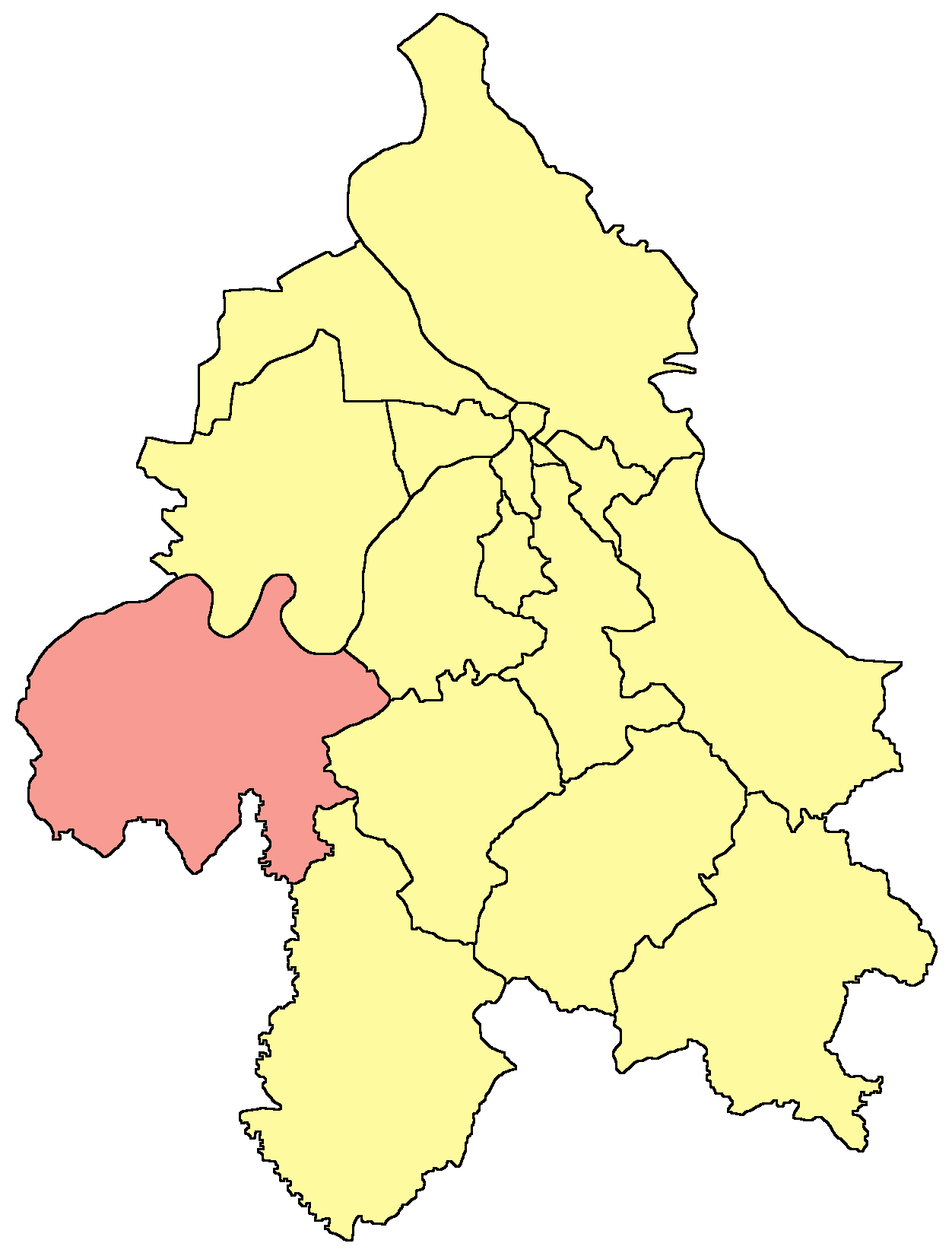
Localisation de la municipalité d'Obrenovac dans la Ville de Belgrade

Zvečka (en serbe cyrillique : Звечка) est une localité de Serbie située dans la municipalité d’Obrenovac et sur le territoire de la Ville de Belgrade. Au recensement de 2011, elle comptait 6 265 habitants.
Zvečka est officiellement classée parmi les villages de Serbie.

## Démographie

### Évolution historique de la population
| 1948  | 1953  | 1961  | 1971  | 1981  | 1991  | 2002  | 2011  |
| ----- | ----- | ----- | ----- | ----- | ----- | ----- | ----- |
| 2 478 | 2 750 | 3 084 | 3 755 | 5 321 | 6 089 | 6 138 | 6 265 |

|  |